# Hakan Şükür
Hakan Şükür (født 1. september 1971 i Sakarya, Tyrkiet) er en tyrkisk fodboldspiller, populært kaldet ”Tyren fra Bosporus”.

## Sportskarriere
Karrieren startede i fødebyen Sakarya tæt på Istanbul, og som ungdomsspiller kom han til 1. divisionsklubben Bursaspor. Her blev han hurtigt en spiller, der blev lagt mærke til. Det varede da heller ikke mere end et par sæsoner, før han skrev kontrakt med en af Tyrkiets største klubber Galatasaray.
Sammen med rumænerne Gheorghe Hagi og Gheorge Popescu og den brasilianske målmand Taffaral blev Galatasaray i årene fra 1996 til 2000 tyrkisk mester fire år i træk. Denne periode kulminerede med sejren i UEFA-CUP-finalen i København, hvor modstanderne fra Arsenal FC blev besejrede efter forlænget spilletid og straffespark.
Højdepunktet i Hakan Şükürs landsholdskarriere kom i 2002 ved verdensmesterskaberne i Japan/Korea, hvor Tyrkiet vandt bronze. Her satte Hakan Şükür en rekord, da han i bronzekampen mod Sydkorea, efter små 7 sekunder, scorede verdensmesterskabernes hidtil hurtigste mål.
Hans karriere stoppede i 2007 uden en afslutningsfest for ham, hvilket han har kritiseret Galatasarays bestyrelse for.